# Sandrine Darsel
Sandrine Darsel est une philosophe française née en 1979. Elle interroge le rapport cognitif aux œuvres d’art ou les propriétés expressives de la musique.

## Biographie
Sandrine Darsel est agrégée en philosophie. Le 5 octobre 2007, elle soutient la thèse  Musique, propriétés expressives et émotions dirigée par Roger Pouivet à l'université Nancy-II. Elle enseigne la philosophie en classes préparatoires au lycée Chateaubriand de Rennes. Elle est membre associée des Archives Henri-Poincaré de l'université Nancy-II.
L'ouvrage Ce que l'art nous apprend qu'elle dirige avec Roger Pouivet  en 2008, est une réflexion sur le rapport cognitif aux œuvres d’art. Sandrine Darsel fait référence à Nelson Goodman, Willard Van Orman Quine et  Rudolf Carnap.
Dans son ouvrage De la musique aux émotions, Sandrine Darsel analyse à partir de nombreux exemples le rapport entre musique et émotions. Selon elle, les émotions des œuvres musicales sont réelles et non pas simplement ressenties par le compositeur ou l'auditeur.

## Ouvrages
- Jerrold Levinson et Sandrine Darsel (trad) (trad. de l'anglais), La musique sur le vif : la nature de l'expérience musicale, Rennes, Presses Universitaires de Rennes, 2015, 208 p. (ISBN 978-2-7535-2730-0)
- Sandrine Darsel, De la musique aux émotions : Une exploration philosophique, Rennes, Presses Universitaires de Rennes, 2009, 288 p. (ISBN 978-2-7535-0996-2)
- Sandrine Darsel (dir) et Roger Pouivet (dir), Ce que l'art nous apprend. Les valeurs cognitives dans les arts, Rennes, Presses Universitaires de Rennes, 2008